# Koji Hemmi
Koji Hemmi (jap. 逸見 小路, Hemmi Koji; * im 20. Jahrhundert) ist ein japanischer Badmintonspieler, der im Parabadminton in den Startklassen BMSTL1 (SL3) und BMSTL3 (SL4) an den Start geht und dabei als größten Erfolg drei Bronzemedaillen – davon zwei bei Welt- und eine bei Asienmeisterschaften – errang.

## Karriere
Bei der Weltmeisterschaft 2003 in Cardiff im Vereinigten Königreich verlor Hemmi das Halbfinale im Herreneinzel mit 9:15, 4:15 gegen seinen Landsmann Takayuki Taniguchi. Da das Spiel um den dritten Platz nicht ausgetragen wurde, teilte er sich die Bronzemedaille mit dem Deutschen Jens Behnke. Das Herrendoppel bestritt Koji mit seinem Landsmann Masashi Sugimoto. Im Halbfinale verloren sie gegen Vatchera Kosintharobol und Adisak Saengarayakul aus Thailand. Da hier das Spiel um den dritten Platz ebenfalls nicht ausgetragen wurde, teilten sich die beiden die Bronzemedaille mit dem ebenfalls japanischen Duo Takahito Takeyama und Takayuki Taniguchi.
Bei der Asienmeisterschaft 2004, die in Kuala Lumpur in Malaysia ausgetragen wurde, startete Koji im Herreneinzel. In der ersten Runde besiegte er Ali Rosli aus Malaysia mit 15:12, 15:13. In der zweiten Runde traf er auf Zizat Mat Ismail, der ebenfalls aus Malaysia stammte und den er mit 15:0, 15:5 besiegte. Im Halbfinale verlor Hemmi dann gegen den Malaysier Jasmi Tegol mit 5:15, 1:15; Tegol gewann daraufhin die Goldmedaille. Auch hier wurde der dritte Platz nicht ausgespielt, daher teilte sich Koji die Bronzemedaille mit Hsu Jen-ho aus der Republik Korea.